# Stenodynerus taosoides
Stenodynerus taosoides är en stekelart som beskrevs av Richard Mitchell Bohart 1980. Stenodynerus taosoides ingår i släktet smalgetingar, och familjen Eumenidae. Inga underarter finns listade i Catalogue of Life.